# Río das Antas (Santa Catarina)
El río das Antas (río de los tapires en portugués) es un curso de agua brasileño del estado de Santa Catarina. Forma parte de la Cuenca del Plata, nace en la sierra de Capanema, en el municipio de Palma Sola y se dirige hacia el río Uruguay donde desemboca cerca de la ciudad de Mondaí. Sus principales afluentes son los ríos Jacutinga, Capetinga y Sargento. Cuenta con una represa que forma un embalse en su curso medio.
- Datos: Q5226364